# Плејона
Плејона (грч. Πληιόνη) је у грчкој митологији била нимфа.

## Митологија
Била је Океанида са планине Килене у Аркадији на југу Грчке. Била је удата за Атласа и према Аполодору, родила му је Плејаде, а према Хигину и Овидију и Хијаде и Хијанта. Можда је била једна од Епимелијада, нимфа стада и персонификовала множење животиња, јер њено име и значи „повећати број“. Такође, њен унук Хермес је бог сточарства.